# Капишаба (Акри)

Капишаба на карте штата.

Капишаба (порт. Capixaba) — муниципалитет в Бразилии, входит в штат Акри. Составная часть мезорегиона Вали-ду-Акри. Входит в экономико-статистический микрорегион Риу-Бранку, который входит в Вали-ду-Акри. Население составляет 8798 человек на 2010 год. Занимает площадь 1702,577 км². Плотность населения — 5,17 чел./км².

## Границы
Муниципалитет граничит:	
- на северо-западе — муниципалитет Риу-Бранку
- на северо-востоке — муниципалитет Сенадор-Гиомард
- на востоке — муниципалитет Пласиду-ди-Кастру
- на юге и на юго-востоке — Боливия
- на западе — муниципалитет Шапури

## Демография
Согласно сведениям, собранным в ходе переписи 2010 г. Национальным институтом географии и статистики (IBGE), население муниципалитета составляет:
| Полное население                               | Полное население                               | Полное население                               | Полное население                               | 8798  |
| ---------------------------------------------- | ---------------------------------------------- | ---------------------------------------------- | ---------------------------------------------- | ----- |
| в том числе:                                   | Городское население                            | 3929                                           | Процент городского населения, %                | 44,66 |
|                                                | Сельское население                             | 4869                                           | Процент сельского населения, %                 | 55,34 |
|                                                | Мужское население                              | 4655                                           | Процент мужского населения, %                  | 52,91 |
|                                                | Женское население                              | 4143                                           | Процент женского населения, %                  | 47,09 |
| Плотность населения, чел/км²                   | Плотность населения, чел/км²                   | Плотность населения, чел/км²                   | Плотность населения, чел/км²                   | 5,17  |
| Население муниципалитета в % к населению штата | Население муниципалитета в % к населению штата | Население муниципалитета в % к населению штата | Население муниципалитета в % к населению штата | 1,20  |

По данным оценки 2015 года, население муниципалитета составляет 10 498 жителей.

## Важнейшие населенные пункты
| № | Населённый пункт | Населённый пункт (порт.) | Категория | Население чел. (2010) | На карте                        |
| - | ---------------- | ------------------------ | --------- | --------------------- | ------------------------------- |
| 1 | Капишаба         | Capixaba                 | город     | 3929                  | 10°34′25″ ю. ш. 67°40′37″ з. д. |
| 2 | Ортигранжейра    | Hortigranjeira           | поселок   | 210                   | 10°26′46″ ю. ш. 67°42′33″ з. д. |

## Статистика
- Валовой внутренний продукт на 2005 год составляет 78 389 тыс. реалов (данные: Бразильский институт географии и статистики).
- Валовой внутренний продукт на душу населения на 2005 год составляет 11 092 реала (данные: Бразильский институт географии и статистики).
- Индекс развития человеческого потенциала на 2000 год составляет 0,607 (данные: Программа развития ООН).